# Lluïsa Carlota de Brandenburg
Lluïsa Carlota de Brandenburg (en alemany Luise Charlotte von Brandenburg) va néixer a Berlín el 13 de setembre de 1617 i va morir a la ciutat letona de Jelgava el 29 d'agost de 1676. Era una noble alemanya, filla del príncep elector Jordi Guillem de Brandenburg (1595-1640) i d'Elisabet Carlota de Wittelsbach (1597-1660). Persona culta i intel·ligent va tenir una notable influència en la política del seu país.

## Matrimoni i fills
El 9 d'octubre de 1645 es va casar a Königsberg amb Jacob Kettler de Curlàndia (1610-1682), fill del duc de Curlàndia Guillem Kettler (1574-1640) i de la princesa prussiana Sofia Hohenzollern (1582-1610). El matrimoni va tenir nou fills, dos dels quals moriren prematurament:
- Lluïsa Elisabet (1646-1690), casada amb Frederic II de Hessen-Homburg (1633-1708).
- Frederic Ladislau (1647-1648).
- Cristina Sofia (1649-1651).
- Frederic Casimir Kettler (1650-1698), casat primer amb Sofia Amàlia de Nassau-Siegen (1650-1688) i després amb Elisabet Sofia de Brandenburg (1674-1748).
- Carlota (1651-1728).
- Amàlia Kettler de Curlàndia (1653-1711), casat primer amb Guillem VII de Hessen-Kassel i després amb el seu germà Carles I de Hessen-Kassel (1654-1730).
- Carles (1654-1676).
- Ferran (1655-1737).
- Alexandre Kettler (1658-1686).